# Attaque du 6 novembre 2013 à Taiyuan
L'attaque du 6 novembre 2013 à Taiyuan est une attaque à la bombe survenue le 6 novembre 2013 devant le bureau du parti communiste chinois, à Taiyuan, en Chine. Une série de bombes explose et fait 1 mort et 8 blessés.

## Déroulement
À 7 h 40, six engins explosifs improvisés ont explosé devant le siège provincial de 20 étages du Parti communiste. Une personne a été tuée et huit autres ont été blessées.

## Enquête
Feng Zhijun, un homme de 41 ans, a été arrêté le matin du 8 novembre 2013 dans le cadre de l'attentat. Il a avoué avoir déclenché les explosions. Feng était un résident du district de Xinghualing à Taiyuan et avait déjà été condamné pour vol.